# Kaplica Miłosierdzia Bożego w Janiszowie
Kaplica Miłosierdzia Bożego – rzymskokatolicki kościół filialny parafii Świętych Apostołów Piotra i Pawła w Kamiennej Górze, mieszczący się w Janiszowie w dekanacie Kamienna Góra Wschód w diecezji legnickiej.

## Charakterystyka
Dzieje Janiszowa wiążą się w dużym stopniu z klasztorem krzeszowskim. Wieś powstała prawdopodobnie pod koniec XIII w., być może założona przez benedyktynów, którzy otrzymali duże nadanie w okolicy. W dokumencie księstwa świdnickiego Bolka II z 1352 r. potwierdzającym wcześniejsze nadania dla cystersów krzeszowskich, wymieniano też Janiszów. Przez wieki Janiszów nie posiadał świątyni.

## Opis świątyni

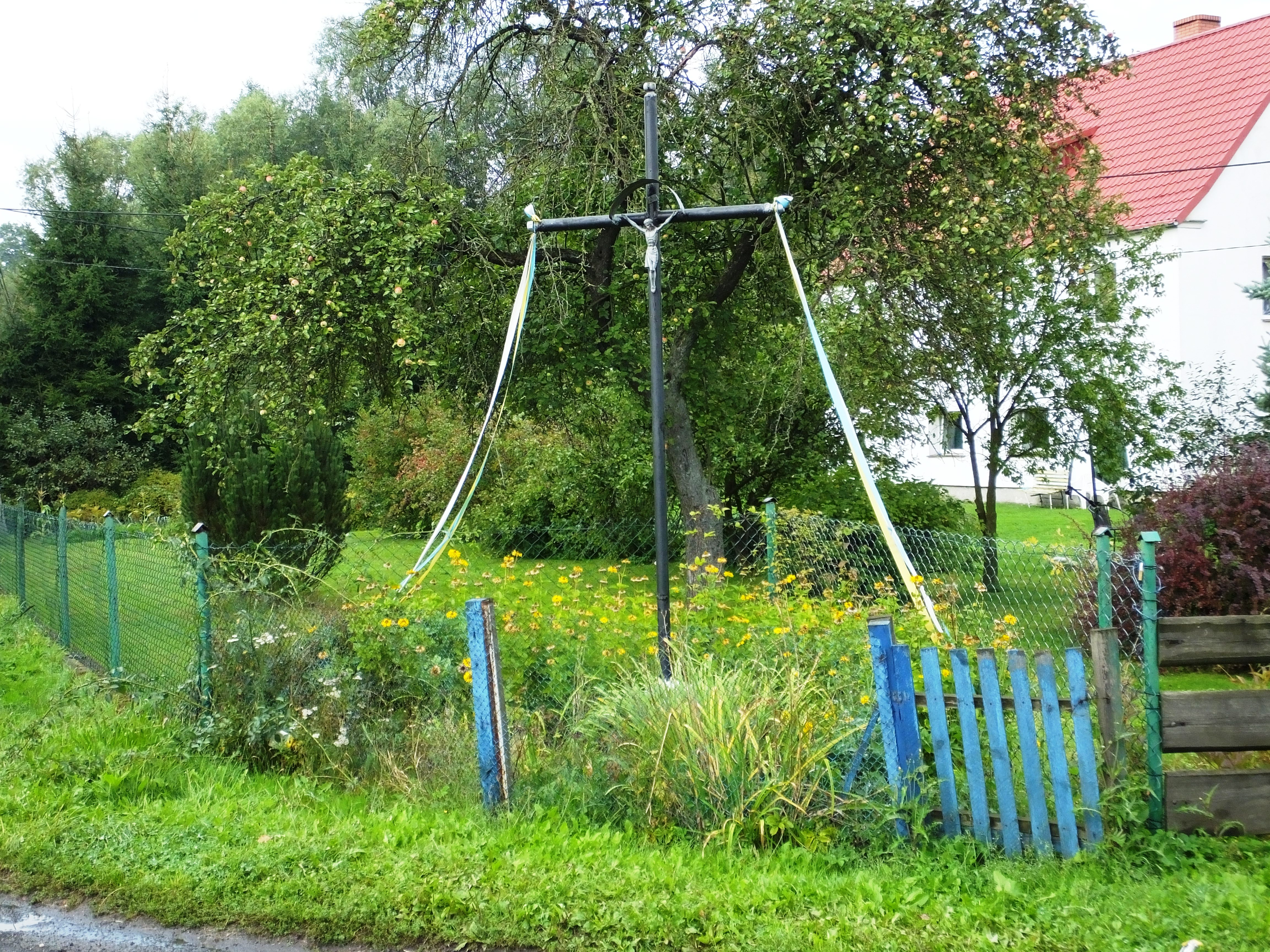
Krzyż przydrożny w Janiszowie - miejsce odprawiania pierwszych Mszy św. polowych

Kaplica o nieskomplikowanej bryle, postawiona jest na planie czworobocznym. Na ścianie frontowej znajduje się główne wejście. Korpus posiada czworoboczne okna na ścianach bocznych, a w części prezbiterialnej zamknięty jest prostą ścianą z wysokimi oknami. Wewnątrz nawy z płaskim sufitem dwa rzędy ławek prowadzą ku prezbiterium nieco wyniesionemu nad nawą. W strefie sacrum za stołem ołtarzowym oraz lektorium znajduje się tabernakulum z Najświętszym Sakramentem a nad nim obraz Jezusa Miłosiernego - patrona świątyni. Wewnątrz wystrój i wyposażenie współczesne.

## Rys historyczny

### lata 40. XX w.

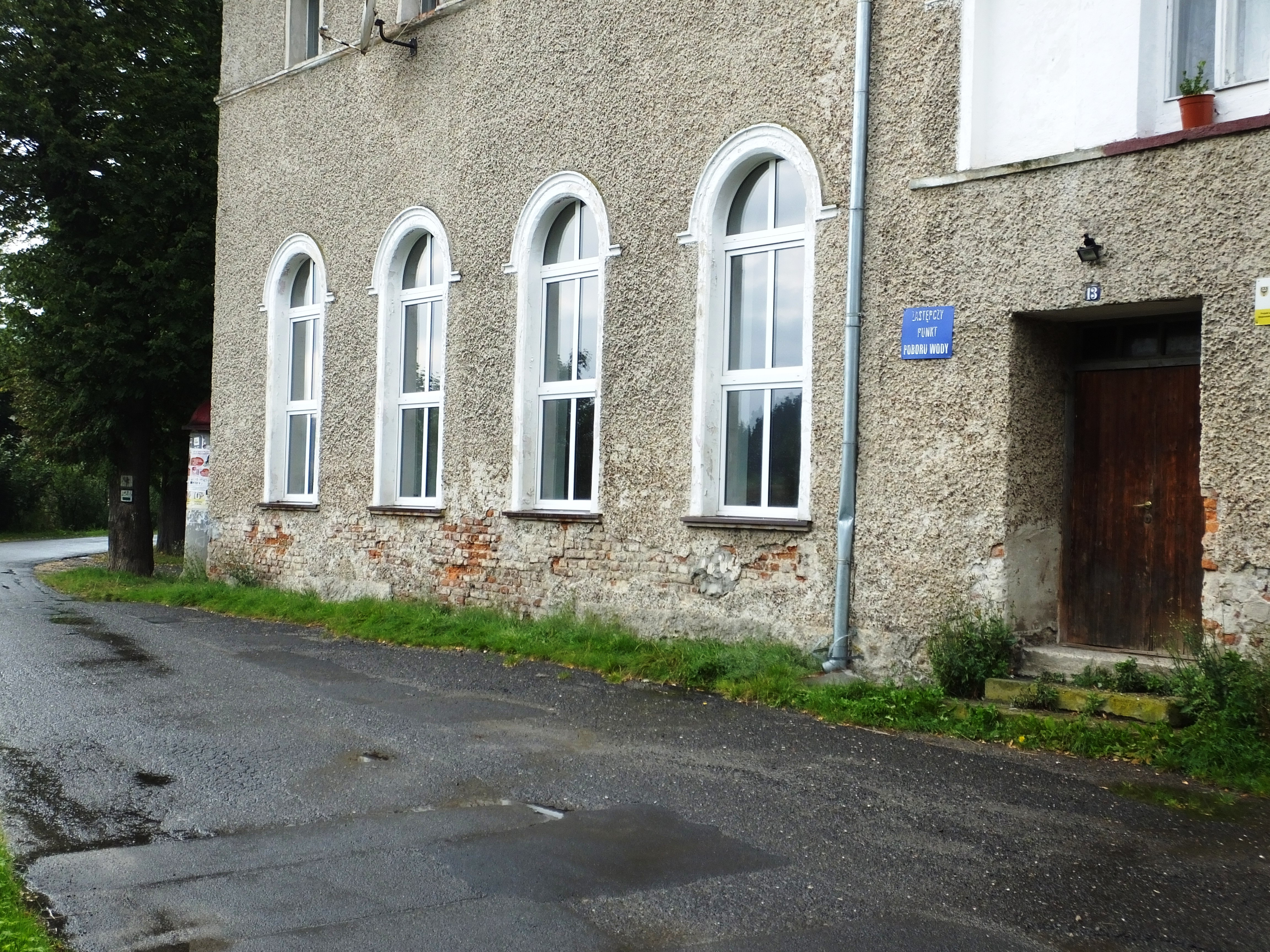
Świetlica w Janiszowie - miejsce sprawowania kultu w pierwszej połowie lat 90. XX w.

Dla zapewnienia szczególnej opieki duszpasterskiej kard. Adolf Bertram w 1941 r. wyłączył z terytorium parafii św. Piotra i Pawła w Kamiennej Górze trzy miejscowości: Przedwojów (Reichhennersdorf), Janiszów (Johnsdorf) oraz Dolną Błażkowę (Nieder Blasdorf), erygując Ośrodek Duszpasterski w Przedwojowie (Reichhennersdorf). Kapłan miał duszpasterzować na tych terenach samodzielnie w porozumieniu z proboszczem z Kamiennej Góry. Otrzymał władzę asystowania przy zawieraniu małżeństw. Na wymienionym terenie mógł osobiście spełniać tę funkcję, jak również imiennie w poszczególnych przypadkach delegować innego kapłana z możliwością subdelegowania. Zobowiązany został do prowadzenia przepisanych ksiąg metrykalnych: chrztów, ślubów i pogrzebów. Dopóki nie nastąpiło formalne rozgraniczenie, miał zadbać, aby w księgach kamiennogórskich wprowadzano odpowiednie noty. Miał udzielać koniecznych informacji duszpasterstwu parafii św. Piotra i Pawła w Kamiennej Górze. Nie był zobowiązany do odprawiania mszy św. za parafian. Ustalone ofiary na cele diecezjalne miał przekazywać dziekanowi.
Dekret podpisany 10.05.1941 r. otrzymał natychmiastową moc wykonawczą. Pierwszy kapłan został zamianowany 26.06.1941 r. i zamieszkał gościnnie w obszernym domu rodziny Wicke w Przedwojowie. Był nim ks. Rudolf Meier (ur. 17.12.1910 r., wyświęcony 1.08.1937 r.). Placówkę duszpasterską objął w Kamiennej Górze 9.11.1940 r. powołany ze stanowiska zastępcy wikariusza w Kamiennej Górze, a później duszpasterzował o. Raban Muth z Krzeszowa, co w naturalny sposób związało tę placówkę z benedyktyńskim klasztorem.
Po zakończeniu II wojny światowej duszpasterz wrócił do klasztoru, ponieważ nie groziła mu wojskowa mobilizacja. Obowiązki duszpasterskie nadal pełnili kapłani klasztorni: Polacy i Niemcy. Jesienią 1948 r. parafię Przedwojów otrzymał w zarząd proboszcz Kamiennej Góry, co w głównym zarysie na krótki czas przywróciło stan sprzed 1941 r. Latem Przedwojów powierzony został duszpasterstwu benedyktynom z Krzeszowa. Po dziesięciu latach z dnia 15.10.1960 r. ze względu na dobro duchowe wiernych oraz łatwiejszy dostęp do Kamiennej Góry, Przedwojów wyłączono z parafii w Krzeszowie i przyłączono do parafii w Kamiennej Górze. Janiszów stykając się z Kamienną Górą przez ul. Asnyka zaraz po 1945 r. złączył się z parafą św. Piotra i Pawła w Kamiennej Górze.

### lata 90. XX w.

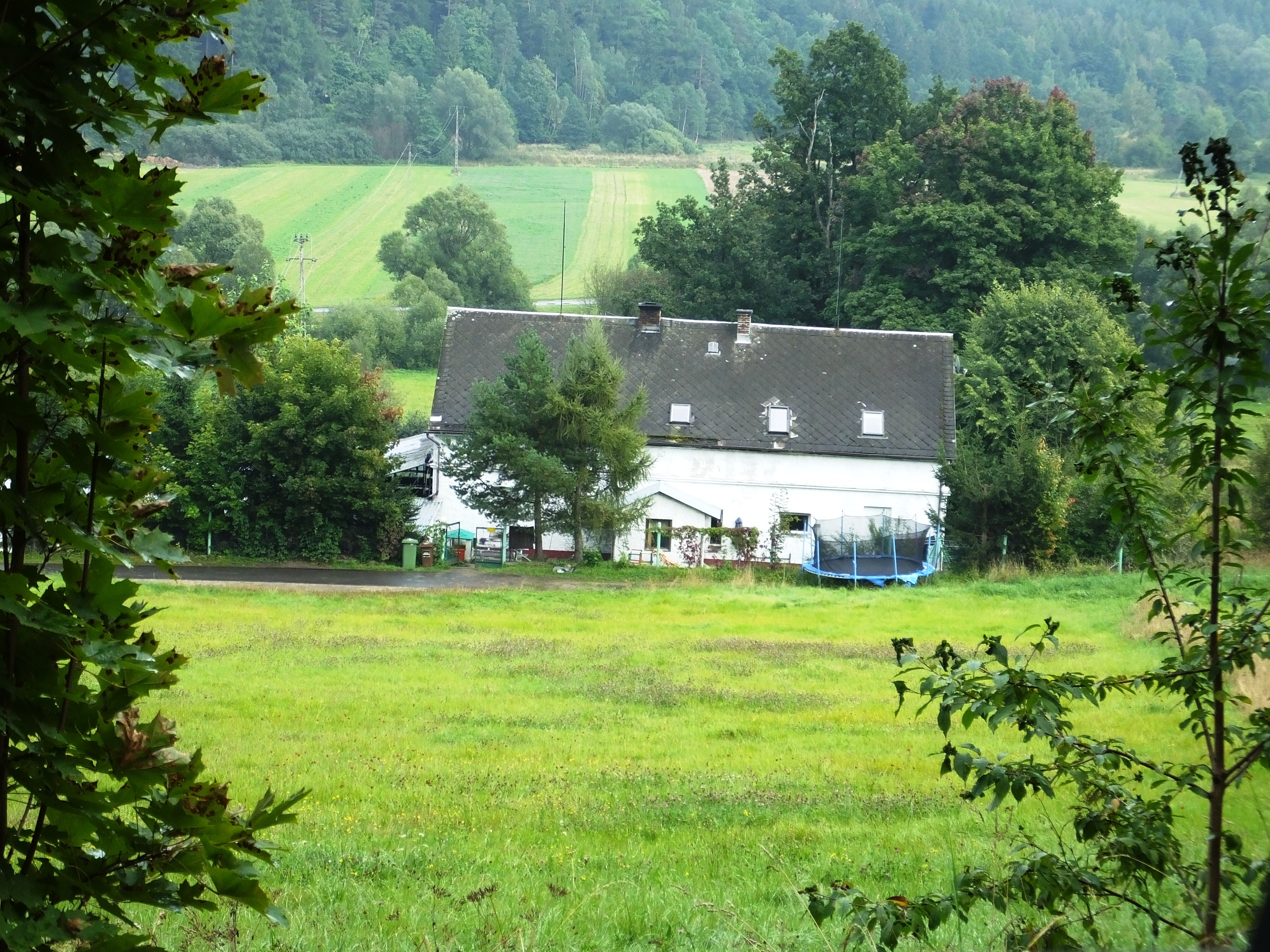
Budynek dawnej szkoły. W budynku w latach 90. XX w. prowadzone były katechezy

Po podziale nowych granic Polski w 1945 r. ludność niemiecka Janiszowa (w przeważającej większości wyznania luterańskiego) została przetransportowana w głąb Niemiec. Na ich miejsce przybyli Polacy (wyznania rzymskokatolickiego) z terenów Sądecczyzny. Coniedzielny dojazd do kościoła Piotra i Pawła w Kamiennej Górze (4,5 km), szczególnie w zimie wiązał się olbrzymimi trudnościami. Po przemianach ustrojowych w Polsce (1989 r.) w sezonie letnim na prośbę mieszkańców przyjeżdżali księża z parafii i odprawiali msze św. pod przydrożnym krzyżem (w 1947 r. mieszkańcy tej wsi ustawili drewniany krzyż. Po kilkunastu latach wymieniono go na krzyż z rur stalowych). Ze względu na krótki czas posługi duszpasterskiej nie zaspokajało to oczekiwań mieszkańców do stałych nabożeństw coniedzielnych w Janiszowie. Za aprobatą ks. Jerzego Budnika (1931-1996) nabożeństwa zostały przeniesione do pobliskiej świetlicy. Z powodu niewystarczającej liczby księży w archidiecezji oraz braku odpowiednio przeznaczonego do tego budynku (była to de facto świetlica do zabaw tanecznych z wystrojem karnawałowym) eucharystia odprawiana była co drugą niedzielę o godz. 14.00. Wierni z Janiszowa korzystając z sąsiedztwa Błażkowej (Parafia Wniebowzięcia Najświętszej Maryi Panny w Lubawce) na przemian uczestniczyli w liturgii niedzielnej w świetlicy w Błażkowej i w świetlicy w Janiszowie. 

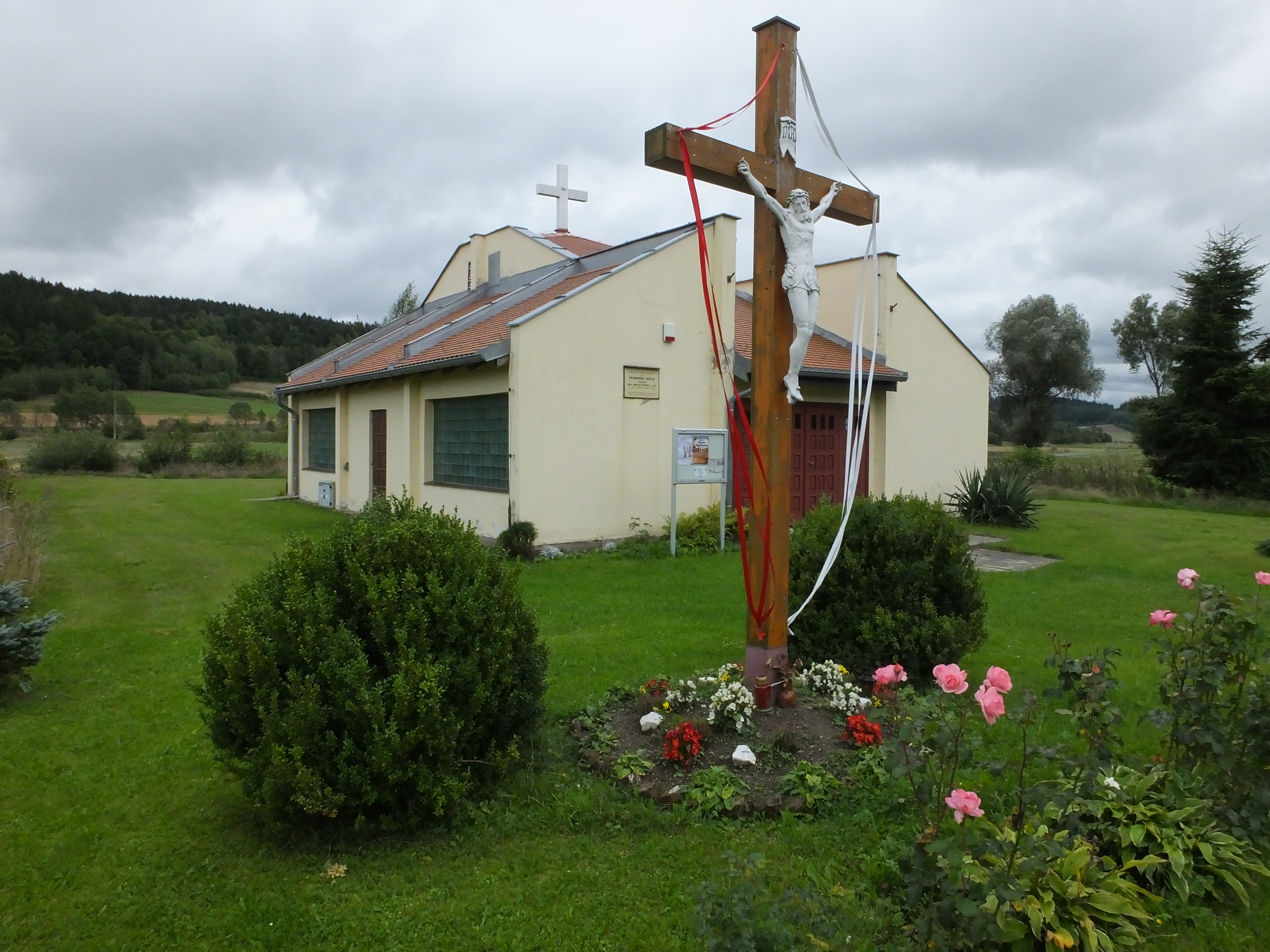
Krzyż przed kaplicą

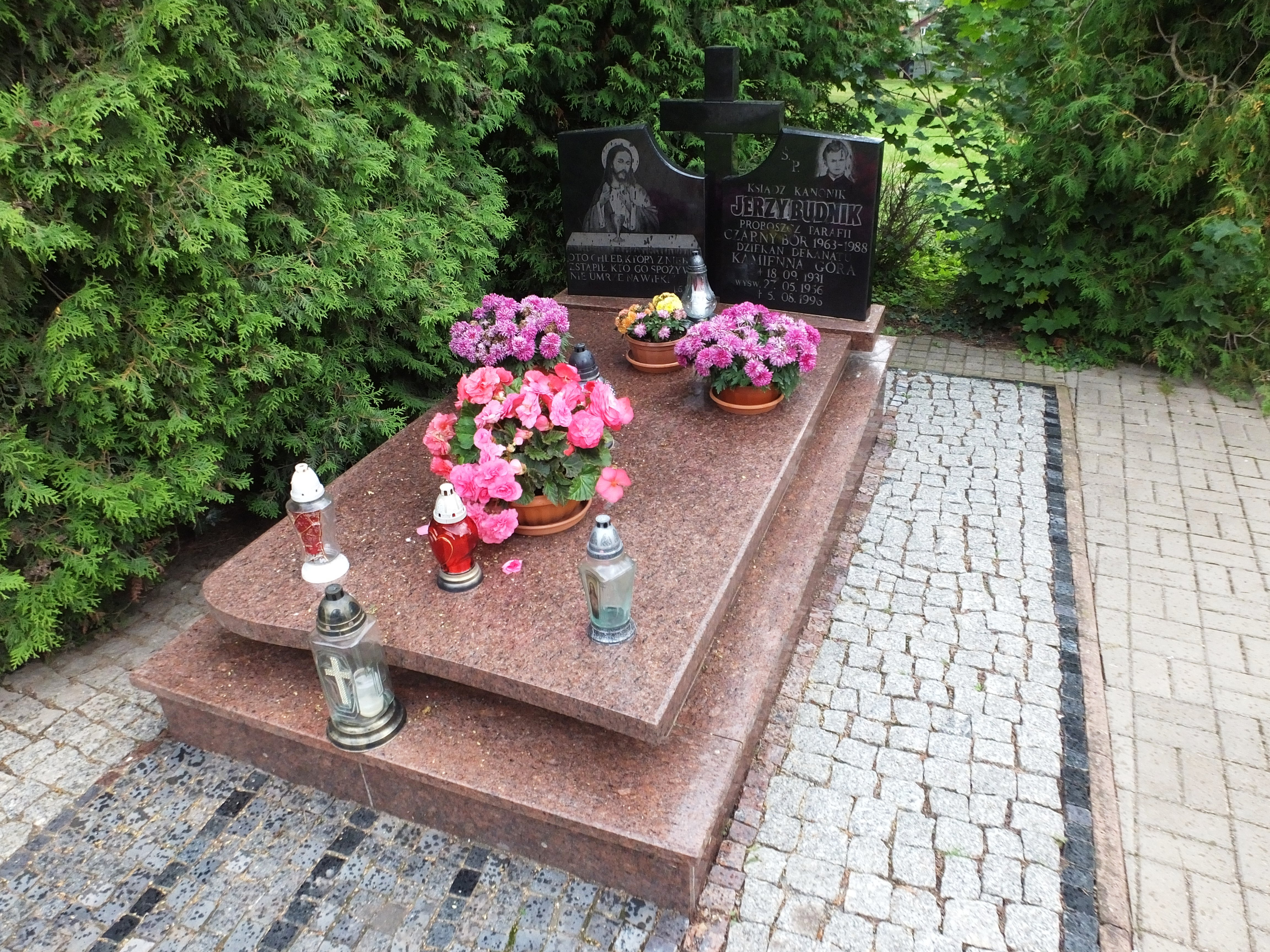
Grób ks. proboszcza Jerzego Budnika (1931-1996) na cmentarzu w Czarnym Borze

Na początku lat 90. XX w. w lokalnej społeczności zrodziło się pragnienie wybudowania własnej świątyni. Państwo Helena i Andrzej Ligęza oddali działkę pod budowę, na której wcześniej stała stodoła drewniano-murowana (uległa spaleniu pod koniec lat 80.). Pierwszą mszę św. na placu budowy odprawił ks. Jerzy Budnik - proboszcz. Wierni gromadzili się przez lata na terenie budowy na nabożeństwa majowych i czerwcowych i wymadlali dalszy koniec prac. Kaplica prawie w całości została wybudowana z ofiar mieszkańców. Zaangażowany w zbieranie datków był Jan Zygmunt (1920-2000). Krzyż na szczycie kaplicy został wykonany w "Dofamie" w Kamiennej Górze, dzwon ufundowany przez społeczność niemiecką, a część ławek została przetransportowana z dawnej sali katechetycznej mieszczącej się w budynku pod numerem 54. Pierwsza Eucharystia została celebrowana na przełomie 1995/1996 r. W trakcie budowy kaplicy w Polsce oraz w całym Kościele zaczął rozwijał się kult Miłosierdzia Bożego. Szczególny wpływ na dedykację świątyni miała beatyfikacja Faustyny Kowalskiej w 1993 r. oraz lektura jej zeszytów duchowych. W 2000 r. zakończono budowę. Uroczyste poświęcenie kaplicy nastąpiło 17.04.2006 r. przez bp. Stefana Cichego. Oprócz posługi sakramentalnej w świetlicy, a później w kaplicy, księża z parafii (ks. Jacek Tokarz 1990-1995 r., ks. Ryszard Pita 1995-1999 r.) prowadzili katechezy w miejscowej szkole, aż do jej rozwiązania w 1999 r.

## Kalendarium

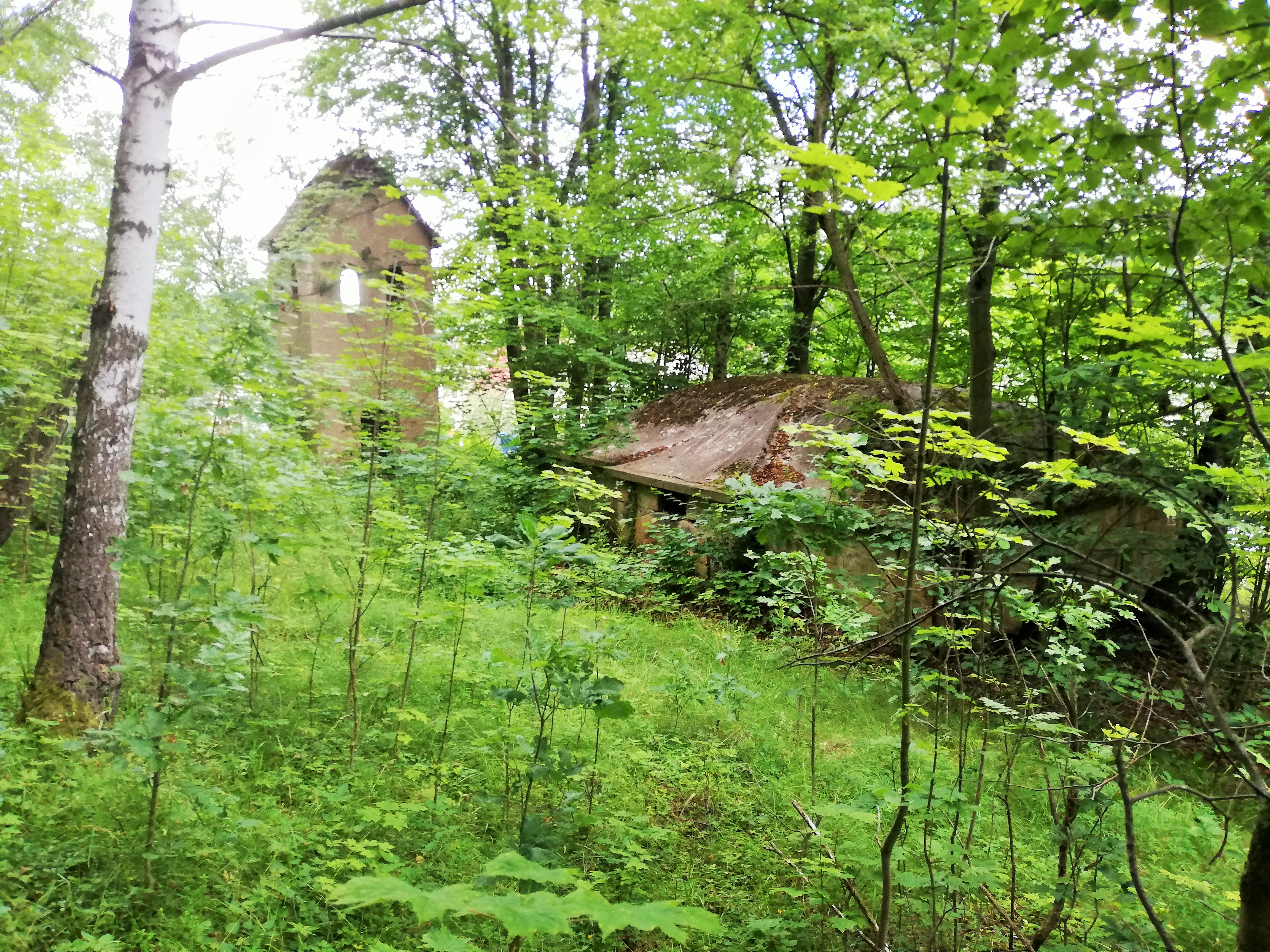
Dzwonnica oraz grobowiec na cmentarzu w Janiszowie

- lata 90. XX w. - rozpoczęcie budowy kaplicy
- czerwiec 1995 r. - odbyła się na zakończenie nabożeństwa do NSPJ krótka wizyta bp. Tadeusza Rybaka na placu budowy[19]
- 2000 r. - zakończenie budowy[11]
- 17 kwietnia 2006 r. - poświęcenie kaplicy przez bp. Stefana Cichego[12]
- 30 sierpnia 2014 r. - został uroczyście celebrowany pierwszy w historii kaplicy sakrament małżeństwa
- 26 września 2015 r. - peregrynacja obrazu św. Józefa[20]
- 09/10.2017 r. - misje święte prowadzone przez o. Witolda Radowskiego i o. Józefa Szczecinę - redemptorystów z Tuchowa[21]

## Ciekawostki

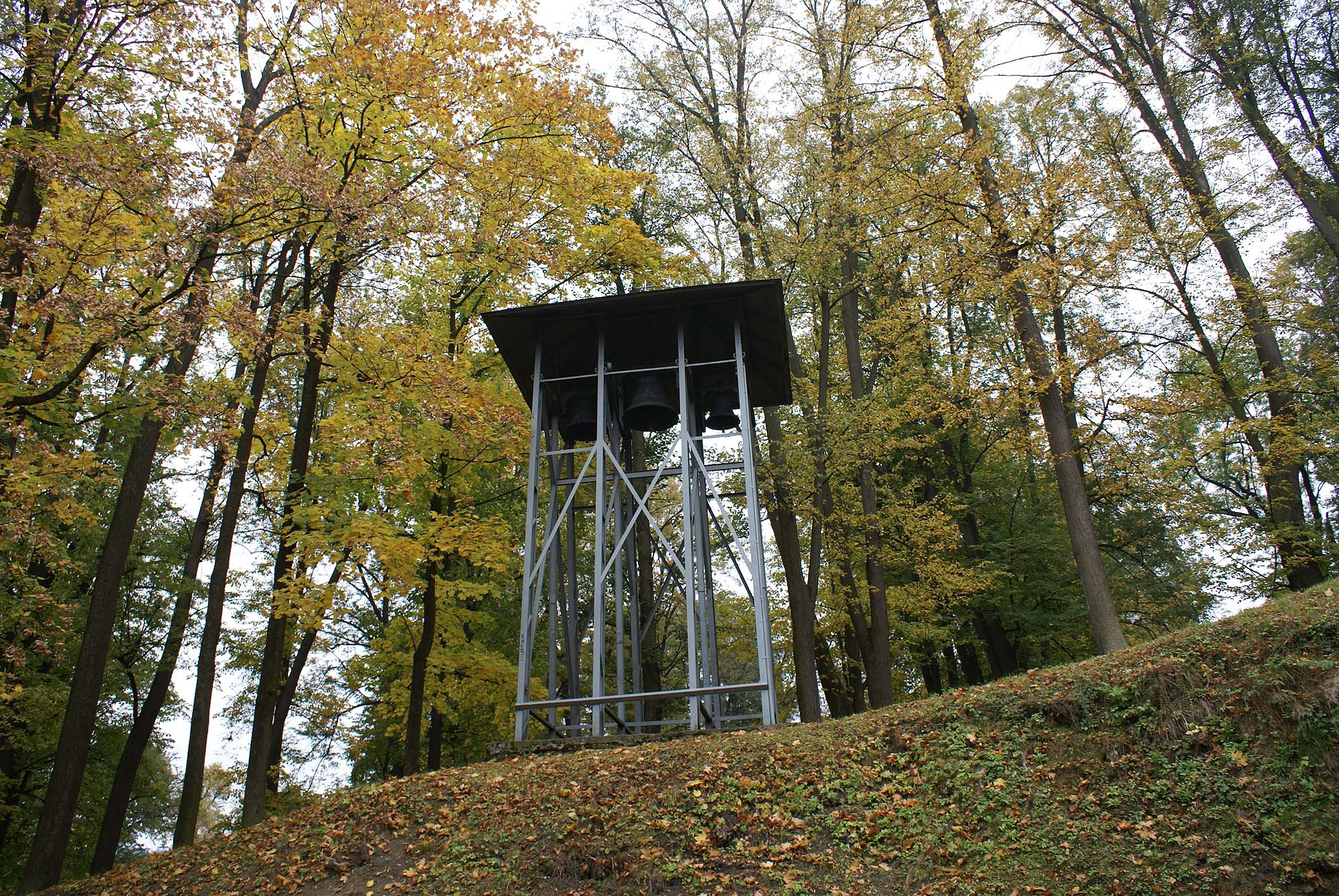
Dwa z trzech dzwonów z cmentarza w Janiszowie przy kościele MB Różańcowej w Kamiennej Górze

W latach 50. XX w. ówczesny proboszcz parafii Piotra i Pawła ks. Mieczysław Krzemiński (1913-1991) w obawie przed kradzieżą przewiózł dwa dzwony z cmentarza niemieckiego w Janiszowie do kościoła Piotra i Pawła w Kamiennej Górze i umieścił je pod wieżą kościelną. Następnie dzwony przeniesiono do kościoła Matki Bożej Różańcowej w Kamiennej Górze, gdzie zostały powieszone na wieży (w 1942 r. zabrano trzy dzwony na potrzeby II wojny światowej, a w 1954 r. ostatni dzwon przewieziono do Warszawy). Zawieszenie dzwonów na wieży spowodowało małą ich słyszalność. W 1979 r. podjęto decyzję o przeniesieniu dzwonów na wzgórek przy kościele. Dzwony zawieszono na metalowej konstrukcji. Pod dzwonami wylano głębokie fundamenty, doprowadzono elektryczność do dzwonów i mechaniczny rozruch.